# Конституционный референдум в Нагорно-Карабахской Республике (2017)
Конституционный референдум в непризнанной Нагорно-Карабахской республике прошел 20 февраля 2017 года. Для одобрения новой Конституции необходимо было участие по крайней мере 25 % избирателей. Конституция была одобрена около 3/4 избирателей.

## Контекст
Президент Бако Саакян создал комиссию для написания проекта новой Конституции, которая должна была сменить Конституцию 2006 года. Проект Конституции был представлен Национальному собранию 24 ноября 2016 года и одобрен 17 января 2017 года.

## Поправки
Согласно новой Конституции основное официальное название НКР менялось на «Республика Арцах»; при этом название «Нагорно-Карабахская Республика» также сохраняло официальный статус. Также новая конституция преобразовывала НКР из смешанной в президентскую республику: пост премьер-министра упразднялся, а президенту предоставлялись большие полномочия для принятия решений, касающихся безопасности.
Как заявил Левон Галустян, бывший на референдуме наблюдателем от непризнанной Абхазии, идея об изменении названия была внесена политиками Нагорного Карабаха, которые выражали беспокойство, что использование названия Карабах Азербайджаном в названиях спортивных команд и культурных инициатив за границей может создать неправильное впечатление о реальности региона.

## Результаты
| Выбор                               | Голоса  | %     |
| ----------------------------------- | ------- | ----- |
| «За»                                | 69 570  | 90,05 |
| «Против»                            | 7 686   | 9,95  |
| Недействительных/пустых бюллетеней  | 2 172   | -     |
| Всего                               | 79 428  | 100   |
| Зарегистрированных избирателей/Явка | 103 818 | 76,51 |
| Источник: ЦИК                       |         |       |

## Реакция
Правительство Азербайджана осудило проведение референдума, назвав его провокативным и контрпродуктивным для процесса разрешения конфликта. Кроме этого, правительство выдало международный ордер на арест трёх депутатов Европейского парламента, которые присутствовали на референдуме в качестве наблюдателей.
Минская группа ОБСЕ, возглавляющая поиск путей мирного урегулирования Карабахского конфликта, заявила, что результаты референдума не изменят легальный статус Нагорного Карабаха. Правительства нескольких стран, заявили, что они не признают референдум, включая Германию, Грузию,, Украину и Турцию.